# Gunpit
Gunpit.dk ApS er en dansk virksomhed med base i Herning, der specialiserer sig i udvikling og salg af luftgeværer og relateret udstyr. Virksomheden blev grundlagt i 2017 af Erik Gejl Grønne og leverer produkter til både private og erhvervskunder i Danmark og udlandet.

## Historie
Virksomheden blev etableret i 2017 med det formål at tilbyde kvalitetsluftgeværer og relaterede produkter til det danske marked. Med tiden har virksomheden udvidet sit sortiment og øget sin tilstedeværelse både nationalt og internationalt.

## Deltagelse iLøvens Hule
I 2022 deltog virksomheden i DR-programmet Løvens Hule, hvor Erik præsenterede forretningsidéen for investorpanelet. Deltagelsen gav virksomheden national opmærksomhed og bidrog til at styrke kendskabet til brandet. Programmet blev sendt på DR1 og er tilgængeligt via DR TV. Virksomhedens deltagelse blev også dækket af lokale og regionale medier som Thisted Netavis.

## Medieomtale
Virksomheden har været omtalt i flere danske medier:
- I 2019 blev virksomheden nævnt i en artikel fra DR Nyheder, hvor den deltog i en boykot af Black Friday-kampagner som led i en debat om forbrugeradfærd og markedsføring.[4]
- Virksomheden er også blevet omtalt i lokale medier, herunder Dagbladet Ringkøbing-Skjern og Herning Folkeblad, hvor blandt andet virksomhedens deltagelse i Løvens Hule og udfordringer i forhold til politiets regler for våbensalg blev behandlet.[5][6]

## Produkter
Virksomheden producerer og sælger forskellige typer luftgeværer og tilbehør. Produkterne markedsføres til både fritidsbrugere, sportsskytter og professionelle, og virksomheden driver egen webshop samt samarbejder med detailhandlere.

## Eksterne links
- Officiel hjemmeside
- DR TV: Løvens Hule-afsnit

Skabelon:Virksomheder i Danmark
1. 1 2 3 4  "Våbenfirma sigtede efter penge i Løvens Hule: Jeg havde da en lille snurren i maven". Dagbladet Ringkøbing-Skjern. Hentet 2025-08-02.
2. ↑  "Løvens Hule: Løverne skyder på det hele". DR TV. Hentet 2025-08-02.
3. ↑  "Vestjysk våbenfirma skyder til måls i Løvens Hule". Thisted Netavis. Hentet 2025-08-02.
4. ↑  "Virksomheder boykotter tilbudsdag: "Black Friday er ikke et markedsføringsstunt"". DR Nyheder. Hentet 2025-08-02.
5. ↑  "Luftgeværer skyder forbi politi-bøvl: Lokalt firma kan stadig sælge våben". Dagbladet Ringkøbing-Skjern. Hentet 2025-08-02.
6. ↑  "[Artikel om virksomheden]". Herning Folkeblad. Hentet 2025-08-02.